# El Carmen (La Ensenada)
El Carmen (La Ensenada) es una localidad del municipio de Jalpa de Méndez ubicado en la subregión centro del estado mexicano de Tabasco.

## Geografía
La localidad se ubica a 5.7 kilómetros (en dirección suroeste) de la localidad de Jalpa de Méndez, la cabecera y lugar más poblado del municipio. Se sitúa en las coordenadas geográficas 18°13′02″N 93°05′47″O / 18.217222, -93.096389, a una elevación de 1 metro sobre el nivel del mar.

## Demografía
Según el Conteo de Población y Vivienda 2020, efectuado por el Instituto Nacional de Estadística y Geografía, la localidad de El Carmen (La Ensenada) tiene 146 habitantes, de los cuales 78 son del sexo masculino y 68 del sexo femenino. Su tasa de fecundidad es de 3.48 hijos por mujer y tiene 29 viviendas particulares habitadas.
| Gráfica de evolución demográfica de El Carmen (La Ensenada) entre 1995 y 2020 |
|                                                                               |
| INEGI.                                                                        |